# Kellech

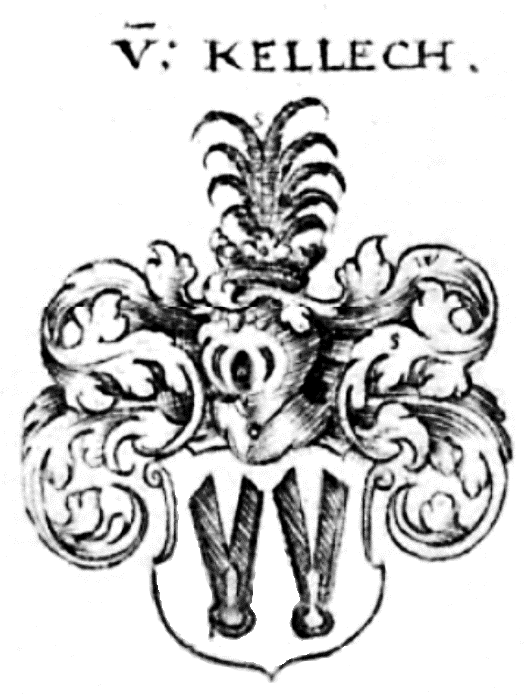
Wappen derer von Kellech

Die Herren von Kellech waren ein thüringisches Adelsgeschlecht.

## Geschichte

### Abstammung und Namensgebung
Das Adelsgeschlecht Kellech stammt aus der Scherinburg auf der Hainleite im nordseegermanischen Siedlungsgebiet Thüringens, wie ihre ebenfalls das Scherenwappen führenden Verwandten, die Erbtruchsesse von Schlotheim, Erbmarschälle von Eckartsberga, von Ebersberg, von Schernberg, von Nordhausen, von Giech, von Eisenhofen und von Zangberg. Der von ihrem Allod in Kölleda stammende Name variiert von Cölleda, Collede, Kullede, Cölln, Collich bis zum im Siebmachers Wappenbuch genannten Kellech.

### Vorgeschichte
Die ersten Nachrichten von Kölleda stammen aus dem Frühmittelalter und, wenn die dort genannten Personen wirklich die frühgeschichtlichen Ahnen derer v. Kölleda waren, lassen diese Aufzeichnungen die gesellschaftliche Stellung dieses Geschlechtes revidieren: Sie gehörten ursprünglich nicht zu den beichlingischen Vasallen, sondern zu den freien Reichsrittern wie die Truchsesse v. Schlotheim.
Die in den Jahren 776 und 787 im Zusammenhang mit Kölleda beurkundeten Ritter Wolfwin, Volchold und Cunemund gehören den Namen nach dem anglisch-sächsischen Stamm an und nicht dem oberdeutschen fränkischen. Der Name CUNEMUND, Leitname der Scherensippe, deutet auch seine Zugehörigkeit zu dieser Großfamilie an. Die Nachricht aus dem Jahre 796 bezeichnet VOLCWIN schon definitiv als einen, der Kölleda besitzt. Er gehört zu der oberen Adelsschicht, denn er ist Schwager des Grafen BILLING.
In einer Hersfelder Urkunde vom Jahre 802 werden jene Grafen genannt, die ihre Anteile an der Kirche zu Cölleda dem Kloster Hersfeld übertragen. Als Letzter ist ein ASULF genannt, der zwar kein Graf ist, aber ein Anteilbesitzer und der, wie Wenskus darauf hinweist, dem Namen nach ein anglischer oder sächsischer Edelingh sei. In der damaligen Frankenherrschaft trugen den Grafentitel nur die fränkischen Regierenden eines Gaues.
Der nächste beurkundete „de COLLEDE“ war ein Kleriker. Er hieß auch VOLCHOLD und er wurde 961 auf Grund seiner großen wissenschaftlichen Kenntnisse Lehrer und Kapellan des Kaisers Otto II. Er war später (972–992) Bischof in Quedlinburg.
In einer Urkunde von 1130 begegnet man wieder dem Namen Volchold. Er wurde erschlagen und sein Sohn Cunemund sorgte mit der Schenkung 4 Hufen dem Kloster Hasungen für das Seelenheil des Vaters. Diese Schenkung ist auch in Dobenecker [I, 1232] zu finden, jedoch ohne Nachname. In der „Geschichte der Stadt Kölleda“ von Karl Michael wird Volchold der Nachname „von Schernberg zu Wallendorf“ angehängt. 
Mit diesem Volchold (= Volkerhalter) beginnt die ordentliche Stammreihe des Geschlechtes, allerdings mit vielen Fragezeichen.

### Die 14 Generationen der 3 Linien
Der Kölleda-Besitz war groß, eingekeilt zwischen den „vetterlichen“ Gütern, im Westen von den Truchsessen von Schlotheim und derer von Nordhausen, im Osten den Marschallen von Eckartsberga. Zum Besitz gehörten die Stadt Kölleda, Olbersleben, Orlishausen, Frondorf, Großneuhausen, Kleinneuhausen, Griefstedt, Neumark, Burglehn Nebra, Frömmstedt, Stödten, das wüst gewordene Wallendorf und das von ihnen gegründete Dorf, welchem sie zum Andenken ihrer Urheimat den Namen Scherndorf gaben. In der Anhöhe nördlich von Scherndorf soll eine Burg gestanden haben. Zeitweise besaßen die v. Kölleda einige beichlinger Lehngüter mit den landgräflichen Marschallen gemeinsam, wie Oldisleben, Guthmannshausen, Frankenhausen und Brücken. Von diesen Lehngütern waren Olbersleben, Großneuhausen und Kölleda Hauptsitze der drei Linien.
Im Jahre 1189 starb Cunemund I. im hohen Alter. Er vererbte den Kölleda-Besitz seinen Ritter-Söhnen Cunemund II. und Vinnold. Vinnolds Gemahlin hieß Agathe, vielleicht war sie jene sagenhafte Beichlingen-Urahnin der Familie, deren hohe Stellung die Herren v. Kölleda immer wieder anspornte, in den Hochadel hinaufzusteigen.
Ab der 5. Generation beginnen die genealogischen Schwierigkeiten: Es fehlen in vielen Fällen die Hinweise auf die verwandtschaftlichen Zusammenhänge, wer der Vater, der Bruder, der Vetter usw. war. Es sind genug personenbezogene Urkunden mit Jahreszahlen vorhanden, um diese Personen in die richtige Generation einzusetzen, aber in vielen Fällen enthalten diese Dokumente keine verwertbaren Angaben für eine korrekte Stammfolge. Bei einigen Herren, die auf dem Burglehn Nebra oder in Frömmstedt saßen oder gar Bürger in Jena waren, sowie bei den meisten Priestern und den 2 Nonnen fehlen die Hinweise auf ihre Väter und ihre Linienzugehörigkeit.
Der in der Nachricht von 1320 enthaltene Verkauf des Besitzes Kölleda dem Grafen Hermann v. Beichlingen und dessen Gemahlin Sibylle v. Schlotheim ist in zweifacher Hinsicht interessant. Zum ersten wegen der Ehe der Schwester der Sibylle mit dem Ritter Berthold I. v. Kölleda, weil dadurch ein nunmehriger Vasall der Schwager des Grafen geworden ist. Zum zweiten die mit dem Verkauf der freien Kölleda-Alloden verbundene Herabstufung von dem bisherigen Reichsritterstand in den Vasallenstand. Dieser Berthold saß auf der Burg Scherndorf und scheint der Stammvater der Olbersleben-Linie zu sein.
Eine Lücke der Stammreihe zeigt sich in den 6. und 7. Generationen der Kölleda-Linie. Keine der bis 1420 ausgestellten Urkunden erwähnt die Namen und die Geschichte der Besitzer der Burg und der Stadt Kölleda. Nur aus dem Lehnbrief vom 22. Juli 1420 erfahren wir, dass in dieser Zeit die Brüder Berthold II. und Friedrich IV. die Belehnten dieses nun mehr beichlingschen Gutes waren.
Der einzige beurkundete Ordensritter der Familie war Hans II. in der 8. Generation. Er trat 1383 dem Johanniterorden bei und wurde 1402 Komtur in Schleusingen. Sonst gibt es keine Berichte von Familienmitgliedern, die im Thüringer Grafenkrieg, im Hussitenkrieg, im Türkenkrieg oder in den Anfängen des Dreißigjährigen Krieges führende Rollen gehabt hätten. Die im Spätmittelalter grassierende Verarmung des Adels zeigt sich ab der 8. Generation bei allen drei Linien. Aus dieser finanziellen Unsicherheit zu entkommen, haben einige Herren von Kölleda Burgmannstellen in der Sachsenburg angenommen.
Mit dem Tod der Herren der 13. und 14. Generation erlosch das einst an Besitzungen reiche, aber an Familienmitgliedern arme Geschlecht. Die gleichnamigen Vettern, Pankratz III. von der Olbersleben-Linie und Pankratz IV. von der Großneuhausen-Linie starben im selben Jahr, 1614. Otto, der Letzte der Kölleda-Linie und des ganzen Geschlechtes verschied 1639.
2004 meldete sich eine in Estland gebürtige Dame mit der Behauptung, dass im Baltikum noch Nachkommen derer v. Kölleda leben und sie selbst eine Großmutter aus diesem Familienkreis hätte. Die einschlägigen Adels- und Ritterverbände konnten die Existenz dieser Nachkommen auf Grund der ihnen zur Verfügung gestandenen Daten bisher nicht bestätigen.

## Persönlichkeiten
- Volchold, 961 Lehrer und Kapellan des Kaisers Otto II., Bischof von Meißen 972–992, († 23. August 992)
- Ritter Vinnold 1189 mit Titel „Vir illustris“ (vornehmer, „strahlender“ Mann).
- Ritter Hans II. 1402 Johanniter Comthur in Schleusingen.
- Doktor Hans III. 1448 Dekan der Universität Erfurt.

## Geistliche
- Volchold 972–992 Bischof in Quedlinburg
- Giselbert Pfarrer, 1160 Zeuge im Kloster Hersfeld
- Johannes 1224 Pfarrer
- Werner 1355 Pfarrer in Kahla
- Friedrich VI. 1441 Probst
- Berthold II. 1508 Prior im Kloster Oldisleben
- Heinrich IX. Pfarrer, 1523 Zeuge
- Sophia I. 1367 Priorin im Kloster Kölleda
- Sophia II. (* 1492, † 1558) Äbtissin im Kloster Marienburg

## Wappen
Im silbernen Schild zwei aufrecht stehenden schwarze Schafscheren. Auf dem goldgekrönten Helm schwarzer Federwedel. Die Helmdecken sind Schwarz und Silber (nach SIEBMACHER).
In einigen Siegeln befindet sich nur eine Schere.

## Stammtafel
- Stammtafel 1 derer von Kellech
- Stammtafel 2 derer von Kellech